# Samtgemeinde Freden
Freden er et amt (Samtgemeinde) i den sydlige del af Landkreis Hildesheim, i den sydlige del af den tyske delstat Niedersachsen. Administrationen ligger i byen Freden.
Samtgemeinden består af følgende kommuner:
1. Everode
2. Freden
3. Landwehr
4. Winzenburg